# Reprezentacja Seszeli w piłce siatkowej mężczyzn
Reprezentacja Seszeli w piłce siatkowej mężczyzn – narodowa drużyna reprezentująca Seszele w rozgrywkach międzynarodowych. 
Drużyna zajęła czwarte miejsce na Mistrzostwach Afryki w Siatkówce Mężczyzn w 1993 roku. Uczestniczy w Igrzyskach Afrykańskich 1995, Igrzyskach Afrykańskich 1999, Igrzyskach Afrykańskich 2003, Igrzyskach Afrykańskich 2007, Igrzyskach Afrykańskich 2011 i Igrzyskach Afrykańskich 2015.
Obecnie drużyna zajmuje 136. miejsce w rankingu FIVB (stan na 2 czerwca 2020).

## Mistrzostwa świata
Do tej pory zespół nie brał udziału w Mistrzostwach Świata.

## Mistrzostwa Afryki
- 4 miejsce - 1993